# Cotards syndrom
Cotards syndrom är en ovanlig psykisk störning där den som är drabbad av sjukdomen tror sig vara död, inte finnas, hålla på att förruttna eller sakna inre organ. Förnekelse av sin egen existens är ett symptom i 45 % av fallen av Cotards syndrom, trots detta uppvisar 55 % av fallen olika sorters vanföreställningar kring sin egen odödlighet.
Sjukdomen är uppkallad efter den franska neurologen Jules Cotard som beskrev åkomman som Le délire des négations ("den förnekande villfarelsen") under en föreläsning i Paris 1880. Sjukdomen har olika svårighetsgrader. Måttligare fall kännetecknas av förtvivlan och självförakt, medan allvarligare fall istället kännetecknas av lidelsefulla vanföreställningar och psykotisk depression.
I ett särskilt fall, Mademoiselle X, beskrivs en kvinna som trodde sig sakna delar av sin kropp och sitt behov av föda. Hon påstod sig vara straffad till evig fördömelse och kunde därför inte få en naturlig död. Mademoiselle X dog senare av svält som en direkt effekt av sjukdomen.
Cotards syndrom finns varken med i Diagnostic and Statistical Manual of Mental Disorders (DSM-5) eller i International Statistical Classification of Diseases and Related Health Problems (ICD-10).

## Symptom
Det viktigaste symptomet är förnekande vanföreställningar. Det är vanligt att patienter förnekar sin egen existens eller existensen av en eller flera av sina kroppsdelar. Cotards syndrom uppvisar tre olika stadier: (i) Groende stadiet — psykotisk depression och hypokondri infinner sig; (ii) Blommande stadiet — syndromet är fullt utvecklat med förnekande vanföreställningar och en förvrängd verklighetsuppfattning; och (iii) Kroniska stadiet — fortsatt allvarliga vanföreställningar tillsammans med kroniskt hämmad affekt och motorik.
Personer drabbade av Cotards syndrom blir ofta isolerade, ett resultat av deras vårdslösa självhygien och fysiska hälsa. Den förnekande vanföreställningen gör att patienten inte kan förstå sig på den omgivande verkligheten, och därmed får en förvrängd bild av omgivningen. Hallucinationer är inte ett krav för en diagnos, men är ett vanligt inslag i psykotiska patienter, där de lidelsefulla vanföreställningarna är jämförelsebara med vanföreställningar som återfinns bland schizofrena patienter.

## Patofysiologi

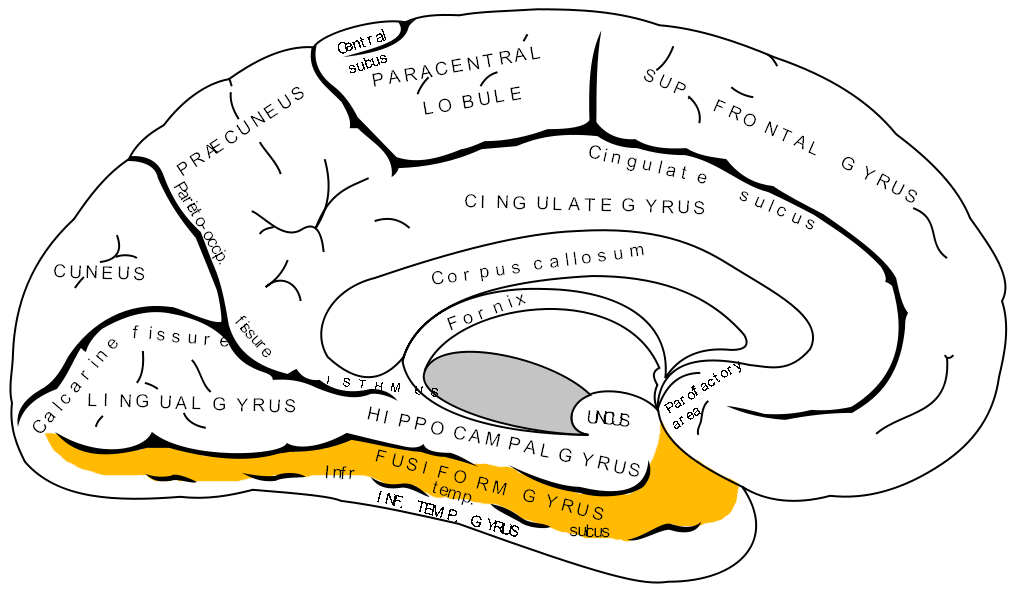
Felaktig signalering mellan nervceller i det fusiforma ansiktsområdet, kan vara en orsakande faktor till Cotards syndrom.

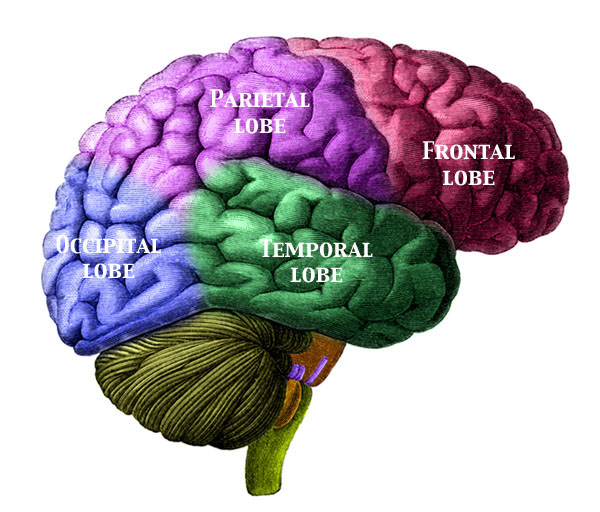
Yttre skador på parietalloben i hjärnbarken, kan orsaka Cotards syndrom.

De underliggande neurofysiologiska och psykopatologiska orsakerna till Cotards syndrom är fortfarande okända. Vanföreställningarna i Cotards syndrom tros vara neurologiskt relaterade till de som förekommer i Capgras syndrom (personer är ersatta av kopior/bedragare); och tros bero på störda nervcellsimpulser mellan det fusiforma ansiktsområdet i hjärnan (som känner igen ansikten) och amygdala (som sammankopplar känslor med igenkända ansikten). Denna brytning av nervsignaler kan då orsaka en känsla i patienten, där ansiktet de observerar inte är ansiktet av personen det tillhör; därför brister igenkänningen av ansiktet som normalt är välbekant. Detta resulterar i ett derealisationstillstånd, alltså att patienten känner sig bortkopplad från sin omgivning. Om ansiktet som patienten observerar är av en bekant, så upplever då patienten att personen har blivit ersatt av en kopia eller bedragare (Capgras syndrom). Om denna vanföreställning sammankopplas med patienten själv, så betyder det att patienten inte kan associera sitt eget ansikte/kropp med sin egen självmedvetenhet. Detta yttrar sig i att patienten tror att denne inte existerar (Cotards syndrom).
Cotards syndrom är vanligare hos personer som lider av psykoser (exempelvis vid schizofreni), neurologiska sjukdomar, psykiska störningar, klinisk depression, derealisation, hjärntumör, och hos patienter med migrän. Den medicinska litteraturen påvisar att fall av Cotards syndrom är associerat med yttre skador i parietalloben. Därför uppvisar patienter större förekomst av atrofi av hjärnvävnaden — särskilt i mediala frontalloben — jämfört med kontrollgrupper.
Cotards syndrom har även visat sig vara en skadlig biverkning till ett läkemedel (aciklovir) och till dess prodrog (valaciklovir). Symptomen av Cotards syndrom var då associerat med en hög serumkoncentration av 9-karboxymetoxymetylguanin (CMMG), en metabolit av aciklovir. Patienter med nedsatt njurfunktion löper högre risk för att utveckla denna typ av symptom, trots dosreduktioner av aciklovir. Hemodialys kan i dessa fall resolvera vanföreställningarna inom någon timme.

## Behandling
Artikeln Cotard's syndrome: A Review (2010) påvisar framgångsrika farmakologiska behandlingar (både med ett eller flera läkemedel) med antidepressiva, neuroleptika, och stämningsstabiliserande läkemedel. För en deprimerad patient är ECT mer effektivt än farmakologisk behandling. Cotards syndrom som uppstått som en biverkan till valacyklovir beror på förhöjda serumkoncentrationer av en av dess metaboliter, 9-karboxymetoxymetylguanin (CMMG). Lyckad behandling kan uppnås genom att avbryta behandlingen med valacyklovir. Hemodialys snabbar på klarering av CMMG och löser symtomen.

## Fallstudier
- En patient, betecknad WI, blev diagnostiserad med Cotards syndrom som en komplikation av traumatisk hjärnskada. Skador på hjärnbarken, frontalloben, och ventrikelsystemet påvisades efter undersökningar med magnetisk resonanstomografi (MRI) och datortomografi (CT). I januari 1990 blev WI utsläppt till öppenvården. WI:s familj hade anordnat att WI skulle resa utomlands men WI fortsatte att uppleva kraftiga och ihållande visuella störningar, vilket gjorde att WI remitterades för en synundersökning. Formell undersökning ledde till upptäckten av ytterligare skador. Månader efter traumat fortsatte WI att ha svårigheter att känna igen bekanta ansikten, platser och objekt. Han var också övertygad om att han var död och hade känslor av derealisation. Senare under 1990, efter att han blivit utsläppt från sjukhuset, var WI övertygad om att han hade hamnat i helvetet efter att ha dött av AIDS eller blodförgiftning. När WI till sist eftersökte neurologiska undersökningar i maj 1990 var han inte längre helt övertygad om att han var död, dock var det en ständig misstanke. Tester visade att WI kunde känna igen döda och levande personer, i alla utom sig själv. När WI fick behandling för depression försvann hans vanföreställningar inom en månad.[15]
- Tidningen Daily Mirror rapporterade i november 2016 om Warren McKinlay från Braintree, Essex, som utvecklade Cotards syndrom efter en allvarlig motorcykelolycka.[16]
- Artikeln Recurrent Postictal Depression with Cotard Delusion (2005) beskriver ett fall med en 14-årig pojke med epilepsi som upplever Cotards syndrom efter konvulsioner. Hans sjukdomshistoria målar upp en pojke som ofta tänkte på döden, nedstämdhet, hade minskad fysisk aktivitet under lekstunder, social isolering och störda biologiska funktioner. Ungefär två gånger om året fick pojken återkommande epileptiska episoder som varade mellan tre veckor och tre månader. Under varje episod påstod han att allt och alla var dött (exempelvis träd). Han beskrev sig själv som en död kropp, och oroade sig över att världen skulle gå under inom några timmar. Under episoden upplevde pojken ingen njutning av behagliga stimuli och hade inget intresse av att socialisera.[17]
- Artikeln Betwixt Life and Death: Case Studies of the Cotard Delusion (1996) beskriver ett fall av Cotards syndrom hos en skotte med hjärnskador från en motorcykelolycka:[The patient's] symptoms occurred in the context of more general feelings of unreality and [of] being dead. In January 1990, after his discharge from hospital in Edinburgh, his mother took him to South Africa. He was convinced that he had been taken to Hell (which was confirmed by the heat), and that he had died of septicaemia (which had been a risk early in his recovery), or perhaps from AIDS (he had read a story in The Scotsman about someone with AIDS who died from septicaemia), or from an overdose of a yellow fever injection. He thought he had "borrowed [his] mother's spirit to show [him] around hell", and that she was asleep in Scotland.[18]